# Washington Wizards 2018-2019
La stagione 2018-2019 dei Washington Wizards è stata la 58ª stagione della franchigia nella NBA e la 46ª a Washington.

## Draft
| Giro | Scelta | Giocatore   | Ruolo | Nazionalità | Università/Squadra |
| ---- | ------ | ----------- | ----- | ----------- | ------------------ |
| 1    | 15     | Troy Brown  | AP    | Stati Uniti | Oregon Ducks       |
| 2    | 44     | Issuf Sanon | PG    | Ucraina     | Olimpija Lubiana   |

## Roster
| \| Pos. \| Num. \| Naz. \| Nome \| Altezza \| Peso \| Data nascita \| Provenienza \| \| ----- \| ---- \| ---------------------- \| -------------------- \| ------- \| ------ \| ------------ \| ------------------ \| \| AP \| 1 \| Stati Uniti (bandiera) \| Ariza, Trevor \| 203 cm \| 98 kg \| 30–06–1985 \| UCLA \| \| G \| 3 \| Stati Uniti (bandiera) \| Beal, Bradley (C) \| 196 cm \| 94 kg \| 28–06–1993 \| Florida \| \| AP \| 6 \| Stati Uniti (bandiera) \| Brown, Troy Jr. (GL) \| 201 cm \| 98 kg \| 28–07–1999 \| Oregon \| \| C \| 13 \| Stati Uniti (bandiera) \| Bryant, Thomas \| 208 cm \| 112 kg \| 31–07–1997 \| Indiana \| \| AP/AG \| 8 \| Stati Uniti (bandiera) \| Dekker, Sam \| 206 cm \| 104 kg \| 06–05–1994 \| Wisconsin \| \| AP/AG \| 32 \| Stati Uniti (bandiera) \| Green, Jeff \| 206 cm \| 106 kg \| 28–08–1986 \| Georgetown \| \| C \| 21 \| Stati Uniti (bandiera) \| Howard, Dwight \| 211 cm \| 120 kg \| 08–12–1985 \| SW Atlanta Academy \| \| AP \| 4 \| Stati Uniti (bandiera) \| Johnson, Wesley \| 201 cm \| 98 kg \| 11–07–1987 \| Syracuse \| \| C \| 28 \| Francia (bandiera) \| Mahinmi, Ian \| 211 cm \| 119 kg \| 05–11–1986 \| Francia \| \| G \| 52 \| Stati Uniti (bandiera) \| McRae, Jordan (TW) \| 198 cm \| 84 kg \| 28–03–1991 \| Tennessee \| \| AP \| 12 \| Stati Uniti (bandiera) \| Parker, Jabari \| 203 cm \| 111 kg \| 15–05–1995 \| Duke \| \| AG \| 5 \| Stati Uniti (bandiera) \| Portis, Bobby \| 211 cm \| 112 kg \| 10–02–1995 \| Arkansas \| \| P \| 9 \| Stati Uniti (bandiera) \| Randle, Chasson \| 188 cm \| 84 kg \| 05–02–1993 \| Stanford \| \| AP \| 7 \| Stati Uniti (bandiera) \| Robinson, Devin (TW) \| 203 cm \| 91 kg \| 07–03–1995 \| Florida \| \| G/AP \| 31 \| Rep. Ceca (bandiera) \| Satoranský, Tomáš \| 201 cm \| 95 kg \| 30–10–1991 \| Repubblica Ceca \| \| G \| 2 \| Stati Uniti (bandiera) \| Wall, John \| 193 cm \| 95 kg \| 06–09–1990 \| Kentucky \| | Allenatore - Scott Brooks Assistente/i - Tony Brown - Robert Pack - Ryan Richman - Mike Terpstra - Maz Trakh Legenda - (C) Capitano - (FA) Free agent - (S) Sospeso - (TW) Contratto Two-way - (GL) Assegnato a squadra G League affiliata - Infortunato Roster • Transazioni · Ultima transazione: 11–02–2019 |                        |                      |         |        |              |                    |
| Pos. | Num. | Naz.                   | Nome                 | Altezza | Peso   | Data nascita | Provenienza        |
| AP | 1 | Stati Uniti (bandiera) | Ariza, Trevor        | 203 cm  | 98 kg  | 30–06–1985   | UCLA               |
| G | 3 | Stati Uniti (bandiera) | Beal, Bradley (C)    | 196 cm  | 94 kg  | 28–06–1993   | Florida            |
| AP | 6 | Stati Uniti (bandiera) | Brown, Troy Jr. (GL) | 201 cm  | 98 kg  | 28–07–1999   | Oregon             |
| C | 13 | Stati Uniti (bandiera) | Bryant, Thomas       | 208 cm  | 112 kg | 31–07–1997   | Indiana            |
| AP/AG | 8 | Stati Uniti (bandiera) | Dekker, Sam          | 206 cm  | 104 kg | 06–05–1994   | Wisconsin          |
| AP/AG | 32 | Stati Uniti (bandiera) | Green, Jeff          | 206 cm  | 106 kg | 28–08–1986   | Georgetown         |
| C | 21 | Stati Uniti (bandiera) | Howard, Dwight       | 211 cm  | 120 kg | 08–12–1985   | SW Atlanta Academy |
| AP | 4 | Stati Uniti (bandiera) | Johnson, Wesley      | 201 cm  | 98 kg  | 11–07–1987   | Syracuse           |
| C | 28 | Francia (bandiera)     | Mahinmi, Ian         | 211 cm  | 119 kg | 05–11–1986   | Francia            |
| G | 52 | Stati Uniti (bandiera) | McRae, Jordan (TW)   | 198 cm  | 84 kg  | 28–03–1991   | Tennessee          |
| AP | 12 | Stati Uniti (bandiera) | Parker, Jabari       | 203 cm  | 111 kg | 15–05–1995   | Duke               |
| AG | 5 | Stati Uniti (bandiera) | Portis, Bobby        | 211 cm  | 112 kg | 10–02–1995   | Arkansas           |
| P | 9 | Stati Uniti (bandiera) | Randle, Chasson      | 188 cm  | 84 kg  | 05–02–1993   | Stanford           |
| AP | 7 | Stati Uniti (bandiera) | Robinson, Devin (TW) | 203 cm  | 91 kg  | 07–03–1995   | Florida            |
| G/AP | 31 | Rep. Ceca (bandiera)   | Satoranský, Tomáš    | 201 cm  | 95 kg  | 30–10–1991   | Repubblica Ceca    |
| G | 2 | Stati Uniti (bandiera) | Wall, John           | 193 cm  | 95 kg  | 06–09–1990   | Kentucky           |

## Classifiche

### Southeast Division
| Southeast Division | Southeast Division | Southeast Division | Southeast Division | Southeast Division | Southeast Division | Southeast Division | Southeast Division | Southeast Division |
| Squadra            | V                  | S                  | V%                 | PR                 | Casa               | Trasf              | Div                | PG                 |
| ------------------ | ------------------ | ------------------ | ------------------ | ------------------ | ------------------ | ------------------ | ------------------ | ------------------ |
| y – Orlando Magic  | 42                 | 40                 | .512               | 18,0               | 25–16              | 17–24              | 9–6                | 82                 |
| Charlotte Hornets  | 39                 | 43                 | .476               | 21,0               | 25–16              | 14–27              | 10–5               | 82                 |
| Miami Heat         | 39                 | 43                 | .476               | 21,0               | 19–22              | 20–21              | 7–9                | 82                 |
| Wash. Wizards      | 32                 | 50                 | .390               | 28,0               | 22–19              | 10–31              | 7–9                | 82                 |
| Atlanta Hawks      | 29                 | 53                 | .354               | 31,0               | 17–24              | 12–29              | 6–10               | 82                 |

### Eastern Conference
| Eastern Conference | Eastern Conference     | Eastern Conference | Eastern Conference | Eastern Conference | Eastern Conference | Eastern Conference |
| #                  | Squadra                | V                  | S                  | V%                 | PR                 | PG                 |
| ------------------ | ---------------------- | ------------------ | ------------------ | ------------------ | ------------------ | ------------------ |
| 1                  | z – Milwaukee Bucks    | 60                 | 22                 | .732               | –                  | 82                 |
| 2                  | y – Toronto Raptors    | 58                 | 24                 | .707               | 2,0                | 82                 |
| 3                  | x – Philadelphia 76ers | 51                 | 31                 | .622               | 9,0                | 82                 |
| 4                  | x – Boston Celtics     | 49                 | 33                 | .598               | 11,0               | 82                 |
| 5                  | x – Indiana Pacers     | 48                 | 34                 | .585               | 12,0               | 82                 |
| 6                  | x – Brooklyn Nets      | 42                 | 40                 | .512               | 18,0               | 82                 |
| 7                  | y – Orlando Magic      | 42                 | 40                 | .512               | 18,0               | 82                 |
| 8                  | x – Detroit Pistons    | 41                 | 41                 | .500               | 19,0               | 82                 |
|                    |                        |                    |                    |                    |                    |                    |
| 9                  | Charlotte Hornets      | 39                 | 43                 | .476               | 21,0               | 82                 |
| 10                 | Miami Heat             | 39                 | 43                 | .476               | 21,0               | 82                 |
| 11                 | Wash. Wizards          | 32                 | 50                 | .390               | 28,0               | 82                 |
| 12                 | Atlanta Hawks          | 29                 | 53                 | .354               | 31,0               | 82                 |
| 13                 | Chicago Bulls          | 22                 | 60                 | .268               | 38,0               | 82                 |
| 14                 | Cleveland Cavaliers    | 19                 | 63                 | .232               | 41,0               | 82                 |
| 15                 | N.Y. Knicks            | 17                 | 65                 | .207               | 43,0               | 82                 |

## Mercato

### Free Agency

#### Acquisti
| Giocatore     | Contratto                      | Provenienza         |
| ------------- | ------------------------------ | ------------------- |
| Thomas Bryant | 2 anni - 2,2 milioni $         | L.A. Lakers         |
| Jeff Green    | 1 anno - 2,4 milioni $         | Cleveland Cavaliers |
| Dwight Howard | 2 anni - 11 milioni $          | Brooklyn Nets       |
| Ron Baker     | fino fine stagione - 948,580 $ | N.Y. Knicks         |
| Jordan McRae  | Two-way contract               | Saski Baskonia      |

#### Cessioni
| Giocatore        | Motivo     | Nuova squadra     |
| ---------------- | ---------- | ----------------- |
| Ty Lawson        | Rilasciato | Shandong G. Stars |
| Mike Scott       | Rilasciato | L.A. Clippers     |
| Tim Frazier      | Rilasciato | N.O. Pelicans     |
| Chris McCullough | Rilasciato | Shanxi Loongs     |
| Ramon Sessions   | Rilasciato | Maccabi Tel Aviv  |
| Ron Baker        | Tagliato   | free agent        |

### Scambi
| 27 giugno 2018   | Wash. WizardsAustin Rivers | L.A. ClippersMarcin Gortat |
| 15 ottobre 2018  | Wash. Wizards futura 2º Scelta Draft 2020                                                                                     | Milwaukee BucksJodie Meeks futura 2º Scelta Draft 2020 Cash consideration |
| 7 dicembre 2018  | Wash. WizardsSam Dekker (Da Cleveland)                                                                                        | Cleveland CavaliersMatthew Dellavedova (Da Milwaukee) John Henson (Da Milwaukee) Scelta 1º giro Draft 2021 (Da Milwaukee) Scelta 2º giro Draft 2021(Da Milwaukee) Scelta 2º giro Draft 2022 (Da Washington) Cash consideration (Da Washington) |
| 7 dicembre 2018  | Milwaukee Bucks George Hill (Da Cleveland) Jason Smith (Da Washington) Scelta 2º giro Draft 2021 da Washington (Da Cleveland) | |
| 17 dicembre 2018 | Wash. WizardsTrevor Ariza | Phoenix SunsAustin Rivers Kelly Oubre |
| 6 febbraio 2019  | Wash. WizardsJabari Parker Bobby Portis Scelta 2º giro Draft 2023                                                             | Chicago BullsOtto Porter |